# تپه ایشان الفرج ۱
تپه ایشان الفرج ۱ مربوط به دوران‌های تاریخی پس از اسلام است و در شهرستان شوشتر، روستای بنه اسد واقع شده و این اثر در تاریخ ۵ آذر ۱۳۸۰ با شمارهٔ ثبت ۴۳۷۹ به‌عنوان یکی از آثار ملی ایران به ثبت رسیده است.